# Kainji (sø)
Kainjisøen (engelsk: Kainji Lake) er en kunstigt skabt sø, som ligger på Nigerfloden i det vestlige Nigeria. Den blev dannet af Kainjidæmningen, et hydroelektrisk værk der blev bygget fra 1964 til 1968. Søen oversvømmede fuldstændig Foge Island i Nigerfloden, byen Bussa, og andre bosættelser ved floden.
10°22′N 4°33′Ø / 10.367°N 4.550°Ø
|  | Infoboks uden skabelon Denne artikel har en infoboks dannet af en tabel eller tilsvarende. |